# Oldřich Sedláček
Oldřich Sedláček (* 25. března 1941) je bývalý český fotbalový trenér. V nejvyšší soutěži působil ve Vítkovicích jako asistent i hlavní trenér, poté vedl druholigová mužstva Žiliny, Opavy a Vítkovic. Byl asistentem Ivana Kopeckého u mistrovského mužstva Vítkovic ze sezony 1985/86.
Později působil i jako předseda (prezident) klubu FC Vítkovice.

## Trenérská kariéra
Zdroje: 
- 1985/86 (1. liga) – TJ Vítkovice (asistent)
- 1986/87 (1. liga) – TJ Vítkovice (asistent)
- 1987/88 (1. liga) – TJ Vítkovice (asistent)
- 1988/89 (1. liga) – TJ Vítkovice (hlavní trenér 1.–30. kolo)
- 1989/90 (2. liga) – TJ ZVL Žilina (hlavní trenér 1.–30. kolo)
- 1990/91 (2. liga) – ŠK Žilina (hlavní trenér 1.–15. kolo)
- 1992/93 (2. liga) – FK Ostroj Opava (hlavní trenér 16.–23. kolo)
- 1997/98 (2. liga) – FC Vítkovice (hlavní trenér 13.–15. kolo)

Jako hlavní trenér odkoučoval 30 prvoligových zápasů s bilancí 13 výher, 2 remíz, 15 porážek, 53 vstřelených a 40 inkasovaných branek.